# Pledge This!
Pledge This! is een film uit 2006 onder regie van William Heins. De film werd uitermate slecht ontvangen en werd direct-naar-video uitgebracht. Hoofdrolspeelster Paris Hilton werd in 2010 veroordeeld tot een boete omdat ze onvoldoende promotie had gemaakt voor de film zoals bepaald in haar contract. Hilton was boos omdat de producent na het uitkomen van de eerste trailer meer naakt in de film had geïntroduceerd (om de film een R-rating te geven), hetgeen ze eerder had afgewezen.

## Verhaal
Victoria English is de preses van een van de beste sorority scholen uit de Verenigde Staten. Ze is aantrekkelijk, succesvol en populair. Nu de leden van de studentenclub voor de FHM mogen poseren, zijn ze dan ook ontzettend gelukkig. Later komen ze erachter dat het een thema wordt. Ze hebben onaantrekkelijke buitenbeentjes nodig. Wanneer ze deze vinden, kunnen ze het niet laten om ze als vuil te behandelen. Al snel zijn de buitenbeentjes uit op wraak...

## Rolverdeling
| Acteur         | Personage        |
| -------------- | ---------------- |
| Paris Hilton   | Victoria English |
| Paula Garcés   | Gloria           |
| Sarah Carter   | Kristen          |
| Simon Rex      | Derek            |
| Kerri Kenney   | Kathy            |
| Geoffrey Arend | Dax              |
| Holly Valance  | Jessica          |
| Noureen DeWulf | PooPoo           |
| Nicky Hilton   | Nicky            |
| Carmen Electra | Carmen Electra   |